# Sydjukagiriska

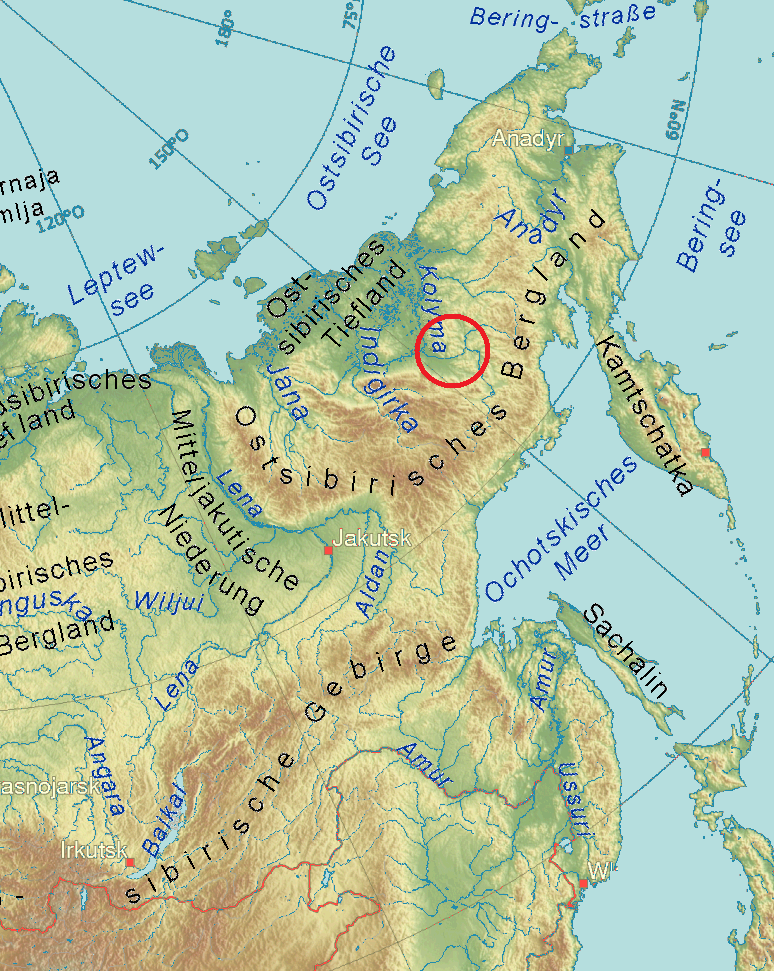
Sydjukagiriska talas inom den röda ringen.

Sydjukagiriska (även kallat kolyma- eller skogsjukagiriska; ryska: юкагирский, южноюкагирский; jukagirskij, juzjnojukagirskij) är ett jukagiriskt språk som talas av mindre än 50 personer i nordöstra Ryssland, främst i orterna Nelemnoje och Zyrjanka i Jakutien och i Srednekolymsk, Sejmtjan och Balygytjan i Magadan oblast.
Ända fram till 1980-talet har sydjukagiriska inte varit något skrivet språk; skriftspråket, som är en version av det kyrilliska alfabetet, användes för första gången i publikationen "Yukaghir folklore" (Irina Nikolaeva 1989) och används i dag i skolorna i Nelemnoje.
Sydjukagiriskan är ett av de två överlevande jukagiriska språken (ibland betraktade som dialekter). Det andra jukagiriska språket, nordjukagiriska, talas i orterna Andrjusjkino och Kolymskoje i norra Jakutien. Det har tidigare funnits två jukagiriska språk till: omokiska och tjuvaniska, dessa språk talades söder om dagens utbredning av de jukagiriska språken och dog ut redan innan början av 1900-talet. Den jukagiriska språkfamiljen är konventionellt betraktad som en isolerad grupp; men de kan möjligen anslutas med den uraliska språkfamiljen.

## Etymologi
Ursprunget till ordet jukagiriska är oklar; detta är vad jukagirerna själva kallar sig när de talar ryska. Det kan möjligtvis komma från evenkiskans jukagir ("kallt eller fruset folkslag"). På sydjukagiriska kallas jukagiriska odul, och på nordjukagiriska vadul.

## Historia
Området mellan floden Lena och Tjuktjiens östra kust befolkades av jukagirerna under början av 1700-talet. Efter att evenkerna, jakuterna och evenerna intog området, började jukagirerna sakta att dö ut. Den ryska kolonisationen österut under mitten av 1700-talet förstörde mycket av den traditionella jukagiriska kulturen.
Ända tills helt nyligen var flerspråkigheten utbredd, och jukagiriska, eveniska, tjuktjiska och jakutiska fungerade alternativt som språk av interkulturell kommunikation i annorlunda kulturella situationer. Denna situation är bevarad av den äldsta jukagiriska generationen, de talar generellt jukagiriska, ryska och jakutiska och ofta eveniska. Ryssland fick den ledande positionen i Nelemnoje, som är centrum för den sydjukagiriska kulturen, efter andra världskriget, och vid samma tid började språket användas mindre och mindre. I dag är ryska det enda språket som till vardags talas i Nelemnoje, medan jukagiriska bara används inom familjen.

## Skriftspråk
Historiskt sett har sydjukagiriskan haft en bildskrift (tos, "bokstäver", eller sjangar sjorile, "björkbarksbokstäver"). Bildskriften användes av jägare till vägskyltar. Dessa vägskyltar användes av många jakutiska handelsmän som brukade sälja te och tobak till jukagirerna.
År 1930 skrev jukagiren Nikolaj Spiridonov, utexaminerad från universitetet i Sankt Petersburg, ett par böcker om hur det inhemska folkslaget jukagirerna levde i Kolymaregionen. Andra lärda jukagirer var bröderna Semjon, Gavril och Nikolaj Kurilov. Gavril Kurilov utvecklade under 1980-talet ett sydjukagiriskt skriftspråk baserat på de ryska och jakutiska alfabeten. Långa vokaler skrivs som digrafer, till exempel "өө". Vissa bokstäver används endast i ryska lånord, och finns inte i den traditionella sydjukagiriskans ljudlära.
| А а | Б б   | В в | Г г   | Ҕ ҕ   | Д д | Җ җ | Е е |
| Ә ә | Ё ё   | Ж ж | З з   | И и   | Й й | К к | Қ қ |
| Л л | Ль ль | М м | Н н   | Нь нь | Ҥ ҥ | О о | Ө ө |
| П п | Р р   | С с | Сь сь | Т т   | У у | Ф ф | Х х |
| Ц ц | Ч ч   | Ш ш | Щ щ   | Ъ ъ   | Ы ы | Ь ь | Э э |
| Ю ю | Я я   |     |       |       |     |     |     |

## Sydjukagiriskan i dag
I dag finns det ungefär 1 500 jukagirer, och av dem talar cirka 200 jukagiriska flytande, varav 150 nordjukagiriska och 50 sydjukagiriska enligt en sovjetisk folkräkning från 1989. Inget av de jukagiriska språken har någon officiell status i dag. De används heller inte i någon lagstiftning, handel, teater, religiösa ceremonier eller massmedier, förutom tillfälliga sändningar på lokalradion.
Språkets användning är starkt bundet till jukagirernas traditionella aktiviteter, och används praktiskt taget bara under jakt, fiske och renvallning. Endast lite nordjukagiriska används fortfarande till vardags i vissa orter. Undervisning i språket startade under tidigt 1980-tal, men är inte verkningsfull, allra minst för sydjukagiriska. Språket är ett obligatoriskt ämne för alla barn i de jukagiriska familjerna under grundskolan, men det finns inga utbildade lärare och ingen fungerande läroplan. Undervisningen i nordjukagiriska rapporteras vara mer effektiv, men även där lär sig de flesta barnen nordjukagiriskan som ett främmande språk, och hämtar inte in det så bra under sina skolår. I stort sett är det bara de barn som lever och utövar sina traditionella aktiviteter i taigan eller på tundran som har möjligheten att lära sig jukagiriska genom familjen och vänner.

## Ljudlära
Det sydjukagiriska vokalsystemet består av följande sex vokaler:
| Tecken | IPA | Beskrivning                      | Ungefärlig svensk motsvarighet | På sydjukagiriska |
| ------ | --- | -------------------------------- | ------------------------------ | ----------------- |
| а      | /a/ | Öppen främre orundad             | tack                           | аасье             |
| е      | /e/ | Mellansluten främre orundad      | sele                           | емҗе              |
| и      | /i/ | Sluten främre orundad            | sil                            | терикe            |
| о      | /o/ | Mellansluten bakre rundad        | skål                           | енҗоон            |
| ө      | /ø/ | Mellansluten främre rundad vokal | söt                            | уөр               |
| у      | /u/ | Sluten bakre rundad              | sola                           | чугоо             |

Dessa vokaler delas in i två grupper: långa och korta. De långa vokalerna /e/, /o/, /ø/ kan i vissa fall uttalas som de fallande diftongerna /ie/, /uo/, /uø/.

### Konsonanter
|               | Labiala | Dentala | Alveolopalatala | Palatala | Velara | Uvular |
| ------------- | ------- | ------- | --------------- | -------- | ------ | ------ |
| Klusiler      | p       | t · d   |                 |          | k · g  | q      |
| Affrikator    |         |         |                 | ç · ʝ    |        |        |
| Frikativor    |         |         | ɕ · ʑ           |          |        | h      |
| Nasaler       | m       | n       |                 | ɲ        | ŋ      |        |
| Lateraler     |         | l       |                 | ʎ        |        |        |
| Tremulanter   |         | r       |                 |          |        |        |
| Approximanter | ʋ       |         |                 | j        |        |        |

## Grammatik

### Morfologi
Sydjukagiriskan är ett synnerligen syntetiskt och i huvudsak sammanbindande språk (suffixering existerar). Det finns fem prefix (två för polaritet, det reflexiva, det ömsesidiga och det för irrealis), dessa morfem kännetecknas av lösare förbindelse med stammen än suffixen, som gränsen är mellan ett prefix och dess stam kan beskrivas som intern öppen tidpunkt. Sammanslagningsfenomen på morfematiska gränser är marginella.

### Substantiv
Substantiv böjs efter numerus (singular och plural), kasus (nominativ, predikativ, ackusativ, instrumentalis, dativ, lokativ, ablativ, prolativ och komitativ) och tillhörighet (endast korshänvisning för tredjepersonstillhörighet). I tabellen nedan visas hur man böjer ordet āče ("hjort").
|                | Singular | Plural       | Tillhörighet             |
| -------------- | -------- | ------------ | ------------------------ |
| Nominativ      | āče      | āče-pul      | āče-gi                   |
| Predikativ     | āče-lek  | āče-p-lek    |                          |
| Ackusativ      | āče-gele | āče-pul-gele | āče-de-gele (āče-de-jle) |
| Instrumentalis | āče-le   | āče-p-le     | āče-de-le                |
| Dativ          | āče-ŋin  | āče-pul-ŋin  | āče-d-in (āče-de-ŋin)    |
| Lokativ        | āče-ge   | āče-pul-ge   | āče-de-ge                |
| Ablativ        | āče-get  | āče-pul-get  | āče-de-get               |
| Prolativ       | āče-gen  | āče-pul-gen  | āče-de-gen               |
| Komitativ      | āče-n'e  | āče-pul-n'e  | āče-de-n'e               |